# Radio Revolution
Radio Revolution è il quarto album in studio del gruppo musicale italiano Boomdabash, pubblicato il 16 giugno 2015 dalla Soulmatical.

## Descrizione
Anticipato nel mese di maggio 2015 dal singolo Il sole ancora, realizzato insieme ai Bluebeaters, l'album è composto da 13 brani dancehall reggae con influente tratte anche dal pop.
In esso sono presenti anche i brani A tre passi da te e Il solito italiano, realizzati rispettivamente con la cantante Alessandra Amoroso e il rapper J-Ax e successivamente estratti come singoli tra luglio e settembre 2015.

## Tracce
1. Radio Revolution – 3:31
2. Il sole ancora (feat. Bluebeaters) – 3:42
3. Survivor – 3:34
4. Tigers & Lions – 3:19
5. A tre passi da te (feat. Alessandra Amoroso) – 3:34
6. Mr. President – 3:07
7. Reggae Ambassador – 3:09
8. Il solito italiano (feat. J-Ax) – 3:23
9. Comu in Giamaica – 3:06
10. General – 3:46
11. Street Complication – 3:18
12. Marry You – 3:24
13. Un attimo – 3:29

## Classifiche
| Classifica (2015) | Posizione massima |
| ----------------- | ----------------- |
| Italia            | 20                |